# 崾崄乡
崾崄乡，是中华人民共和国陕西省延安市黄龙县下辖的一个乡镇级行政单位。

## 行政区划
崾崄乡下辖以下地区：
太地塬村、白城桥村、官庄村、红土湾村、鲁家塬村、新市街村、伍姓村、马蹄掌村、圣君庙村和崾崄村。